# Bac Ninh (provincie)
Bac Ninh (vietnamsky Bắc Ninh) je provincie na severu Vietnamu. Žije zde přes 1 milion obyvatel, hlavní město je Bac Ninh.

## Geografie
Provincie leží v deltě Rudé řeky, která představuje důležitou dopravní tepnu. Je zde vlhké subtropické podnebí, mnoho zalesněných oblastí a úrodných rýžových polí. Sousedí s provinciemi Bac Giang, hlavním městem Hanojí, Hung Yen a Hai Duong.